# Castello di Kitanosho
Il castello di Kitanosho  (北ノ庄城?, Kitanoshō-jō) fu un hirashiro (castello situato in pianura). Le sue rovine si trovano oggi a Fukui nella prefettura di Fukui, Giappone. Anche se il castello durò solo otto anni, diversi suoi record resistono ancora. Si sa che fu costruito da Shibata Katsuie nel 1575. Inoltre, sembra che la Tenshu (fortezza) fosse alta nove piani, che la rende la più grande del tempo.
Il castello fu distrutto nel 1583 durante la Battaglia di Shizugatake, dopo che Shibata Katsuie lo diede alle fiamme. Lui e la moglie, Oichi, subito dopo commisero seppuku.
Alcune fondamenta in pietra del castello sono stati scoperti durante scavi archeologici e sono ora aperte al pubblico.